# Roker Park
Pour les articles homonymes, voir Roker.
 (avril 2025).
Roker Park était un stade de football localisé à Sunderland, en Angleterre. C'est l'enceinte du club du Sunderland AFC entre 1898 et 1997.

## Histoire
Ce stade de 38 000 places est inauguré le 10 septembre 1898 par un match de championnat entre Sunderland AFC et le Liverpool FC, devant plus de 30 000 spectateurs. Il succède, comme stade du Sunderland AFC, au stade de Newcastle Road.
Le record d'affluence est de 75 118 spectateurs le 8 mars 1933, lors d'un match de FA Challenge Cup entre Sunderland AFC et le Derby County FC. Le terrain est équipé d'un système d'éclairage pour les matchs en nocturne en décembre 1952. 
Le Sunderland AFC évolue depuis 1997 au Stadium of Light.